# ایوان روخا
ایوان روخا (به پرتغالی: Iván Rocha Lima) مدافع اهل برزیل است که در شهر سائوپائولو و در تاریخ ۱۴ ژانویهٔ ۱۹۶۹ به دنیا آمده‌است.
ایوان روخا در تیم‌های فوتبال سائوپائولو سابقهٔ حضور دارد.